# 城崎国際アートセンター
城崎国際アートセンター (きのさきこくさいアートセンター、英: Kinosaki International Arts Center, KIAC) は、2014年にオープンした舞台芸術に特化したアーティスト・イン・レジデンス。芸術監督は劇作家・演出家の平田オリザ。兵庫県豊岡市にある城崎温泉に位置する。
1つの大ホールと6つのスタジオ、22名が宿泊可能なレジデンス施設で構成される。
滞在アーティストは年1回の公募により選ばれる。 選考方法は選考委員会とアートセンタースタッフの選考による。
選考アーティストは最短3日間から3か月間の滞在が可能。その間の宿泊費、ホール、スタジオ使用料は無料となる。
館長は田口幹也。

## 沿革

### 年表
- 2014年（平成26年）
  - 4月 - 1980年代に建設された県営の大会議館を市が改装し開設[5]

## 選考委員
- 平田オリザ (劇作家、演出家、青年団主宰)
- 佐東範一 (NPO法人Japan Contemporay Dance Network代表)
- 相馬千秋 (アートプロデューサー、NPO法人芸術公社 代表理事)
- 木ノ下智恵子 (大阪大学コミュニケーションデザイン・センター特任准教授)